# Альбрехт VII Австрійський
Альбрехт VII Австрійський (нім. Albrecht VII. von Österreich; 13 листопада 1559, Відень — 13 липня 1621, Брюссель) — штатгальтер Іспанських Нідерландів з 1595 року і з 1598 співправитель Іспанських Нідерландів разом зі своєю дружиною Ізабеллою Кларою Євгенією, дочкою Філіппа II, з якою він одружився 18 квітня 1599.
Альбрехт був п'ятим сином імператора Священної Римської імперії Максиміліана II. Він був відправлений до іспанського двору у віці 11 років, де його дядько, король Іспанії Філіп II, керував його освітою. Альбрехту ладили церковну кар'єру. У 1577 році, у віці 18 років він був проведений у кардинали. Філіп II планував призначити його архієпископом Толедо, але чинний архієпископ Гаспар де Кірога прожив довше очікуваного. Того часу Альбрехт займав другорядні пости.
Після приєднання Португалії, Альбрехт став у 1583 році першим віце-королем метрополії і всіх її заморських володінь. Він був також призначений папським легатом і великим інквізитором Португалії. Як віце-король він брав участь у створенні Непереможної армади в 1588 році та був розбитий англійцями в 1589 році під Лісабоном. У 1593 році Філіп II відкликав його до іспанського двору, в Мадрид, щоб допомогти Філіпу у веденні державних справ.

## Штатгальтер Іспанських Нідерландів
Після смерті ерцгерцога Ернста в 1595 році, Альбрехт був направлений у Брюссель, щоб прийняти справи свого померлого брата. Він прибув до Брюсселя 11 лютого 1596. Його першим завданням було відновлення військового панування Іспанії в Нижніх країнах. Іспанія зіткнулася з об'єднаними силами Голландської республіки, Англії та Франції і терпіла поразку за поразкою, починаючи з 1590 року.
Альбрехт VII — відомий меценат, протегував художникам золотого століття голландського живопису, зокрема Пітеру Паулю Рубенсу. При його дворі в Брюсселі служив англійський композитор Пітер Філіпс.
Якоб Франкварт виконав видатні ілюстрації-гравюри, що змальовують похоронну процесія Альбрехта Габсбурга 1621 року.

## Галерея

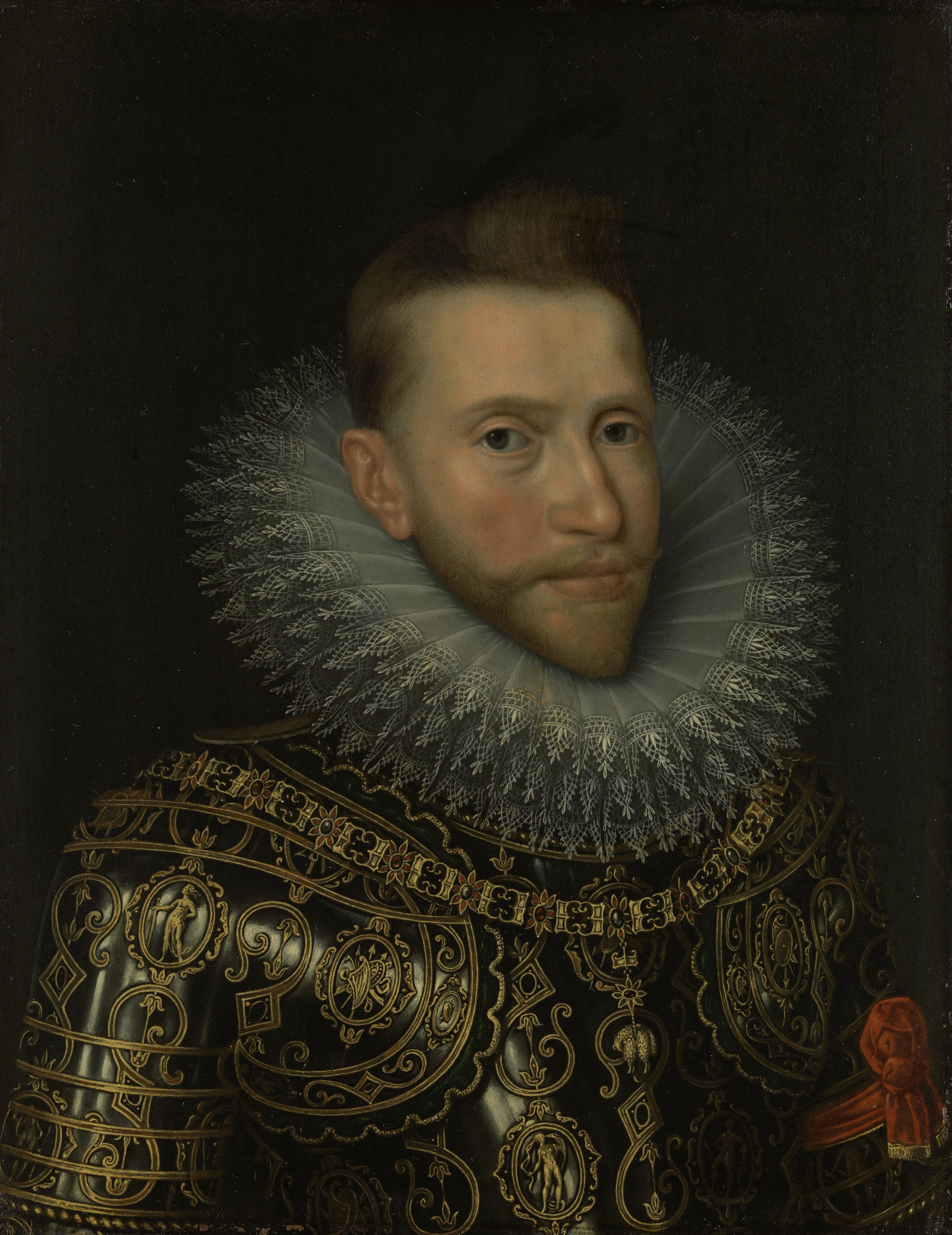
Пітер Пауль Рубенс. Портрет ерцгерцога Альбрехта VII, правителя Південних Нідерландів. (1609). Музей історії мистецтв. Відень
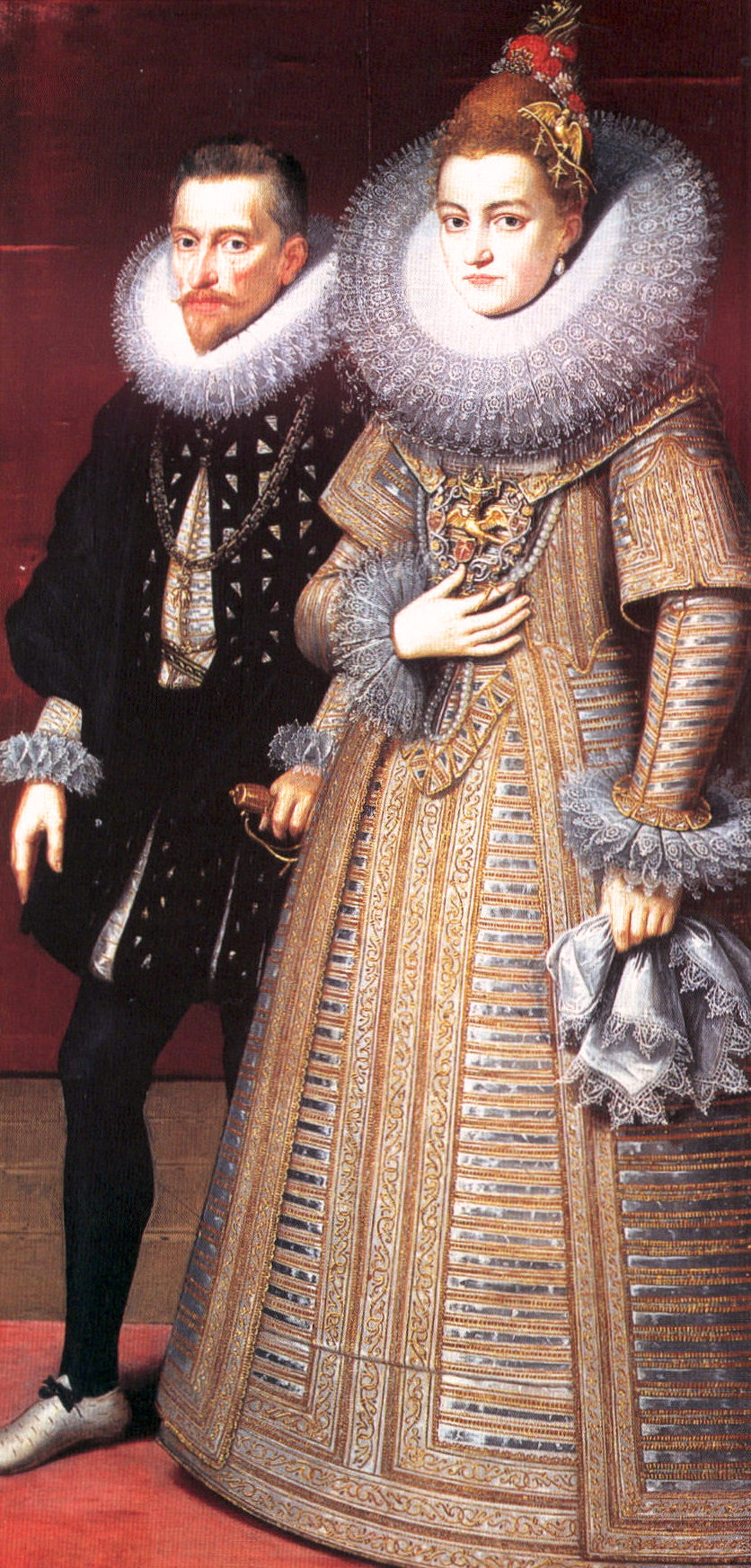
Отто ван Веен. Портрет ерцгерцога Альбрехта VII з дружиною Ізабеллою Кларою Євгенією